# Calen

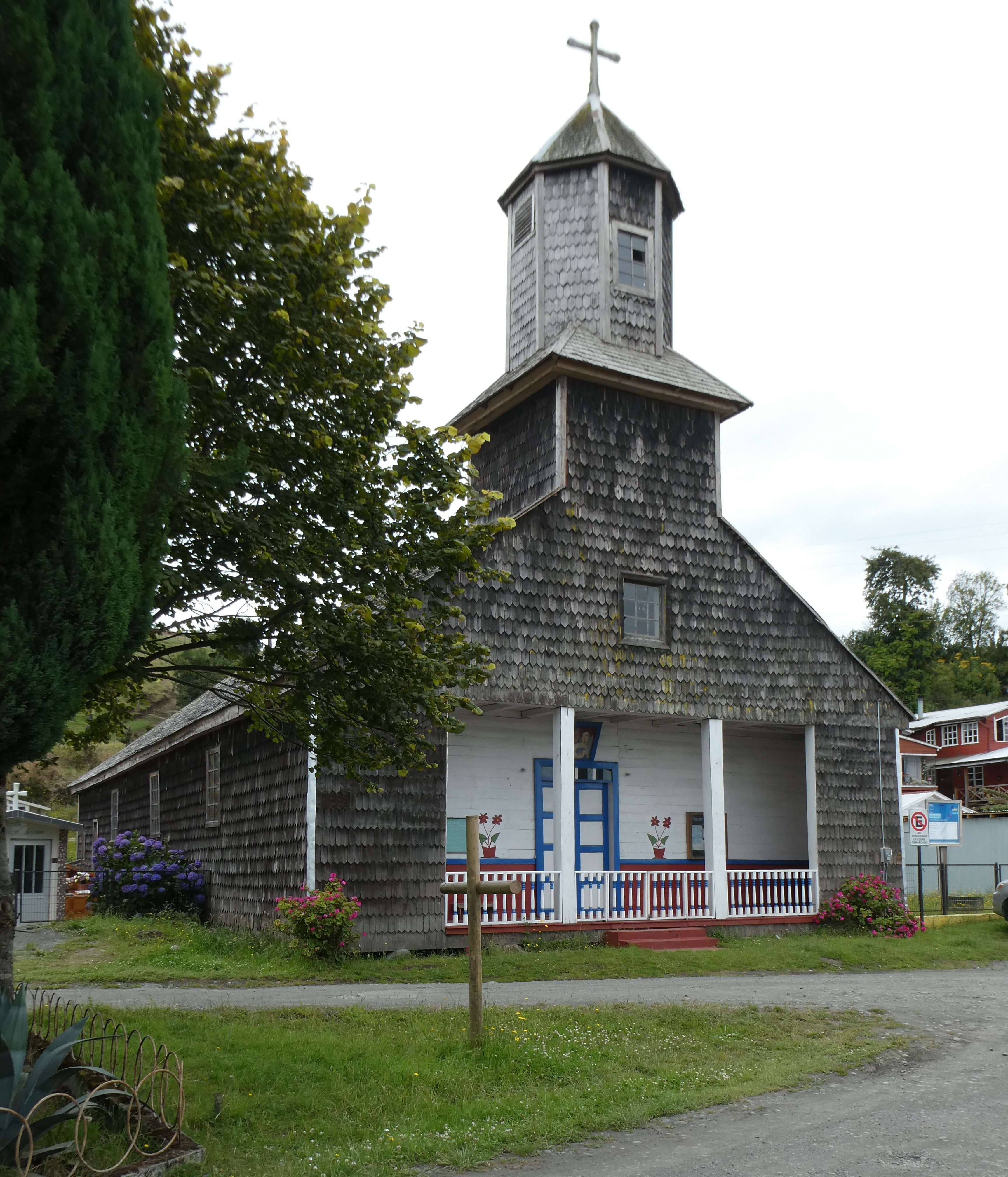
Iglesia de Calen.

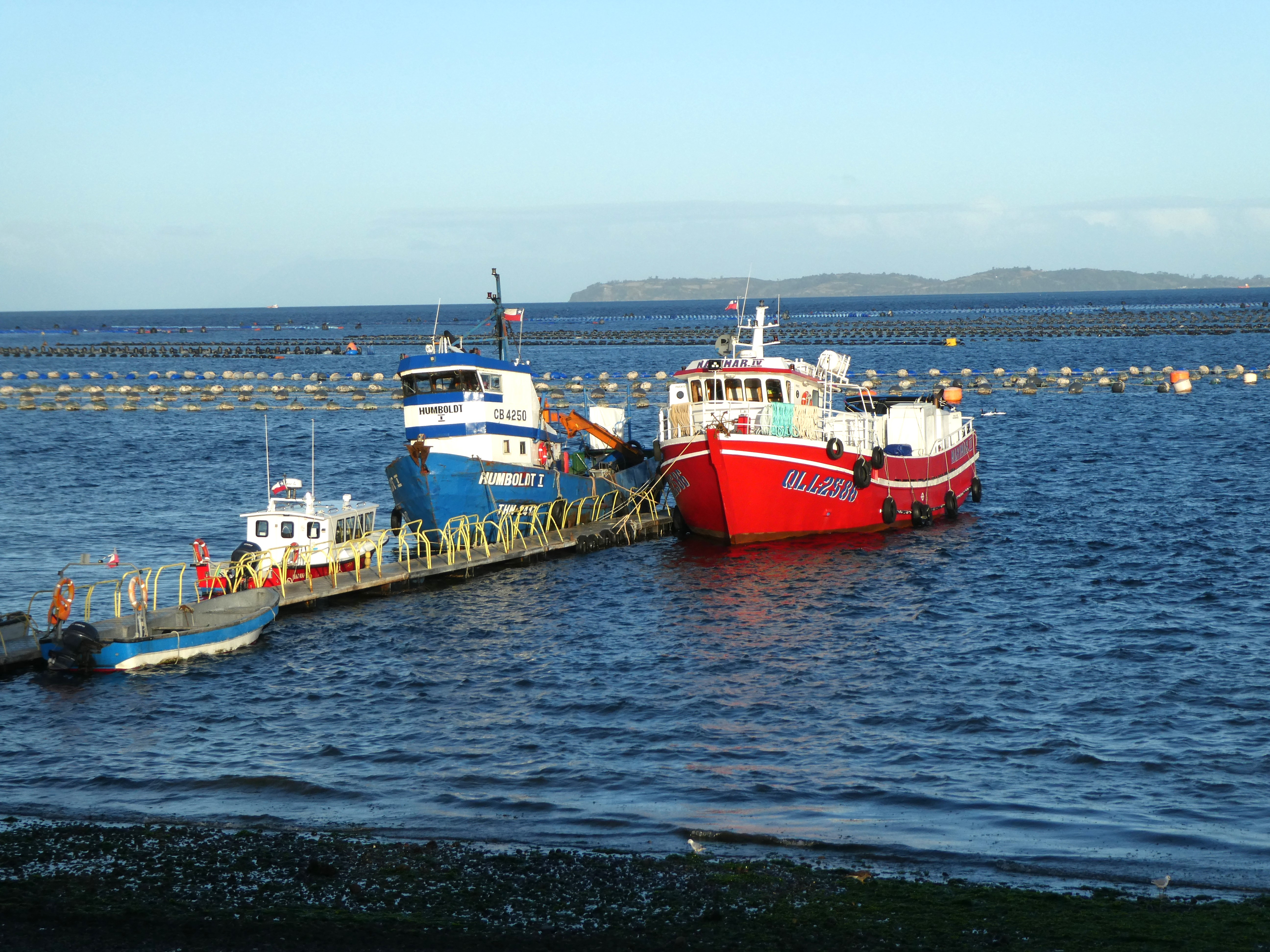
Embarcadero en Calen.

Calen es un pequeño pueblo ribereño de la comuna de Dalcahue, ubicado a 33 kilómetros de la ciudad homónima, y a 50 kilómetros de Castro, en la Isla Grande de Chiloé, Región de Los Lagos, Chile. Se encuentra ubicado cerca de San Juan, junto al canal Dalcahue.

## Historia
En el siglo XVIII era considerado un pueblo de indios.
La iglesia actual data de fines del siglo XIX. Es del estilo de la escuela chilota de arquitectura en madera, con techumbre y revestimiento exterior de tejuelas de alerce. Su patrona es la Inmaculada Concepción, cuya fiesta religiosa se realiza el 8 de diciembre. El fiscal de Calen, era escogido por los antiguos misioneros jesuitas. 
El terremoto de 1960 causó daños al poblado.
En la playa cercana a la iglesia existe un embarcadero en Concesión Marítima Menor a la empresa salmonera Mainstream Chile, S. A.